# Hutnicza Kopa
Hutnicza Kopa (884 m n.p.m., niem. Hüttenguth) – przygraniczny szczyt w polskiej części Gór Orlickich, w Sudetach Środkowych, niedaleko Zieleńca.
Leży na dziale wodnym między zlewiskami mórz Bałtyckiego i Północnego. Z jej północnego stoku wypływa Bystrzyca Dusznicka. Hutnicza Kopa zbudowana jest z łupków łyszczykowych należących do metamorfiku bystrzycko-orlickiego.Porośnięta lasami świerkowymi i miejscami acydofilnymi buczynami.
U podnóża północnego zbocza góry znajduje się skrzyżowanie szos, tzw. Rozdroże pod Hutniczą Kopą, gdzie Droga Dusznicka łączy się z Drogą Orlicką, która jest częścią Autostrady Sudeckiej, czyli drogi wojewódzkiej nr 389.